# AliennatioN
AliennatioN is een Nederlandse alternatieve metalband en werd opgericht in 1999. Stijlen die van invloed geweest zijn op de muziek van AliennatioN zijn stoner rock en grunge. In het noorden van Nederland geniet deze band naamsbekendheid door optredens op verschillende podia, festivals en talentenjachten. Voorbeelden hiervan zijn:
- Drentse Popprijs
- Metal Battle (2006 en 2007, halve finale)
- Eurosonic
- Indorppop (2003 en 2006)
- Occultfest(2002 en 2003)
- Noordschok

## Samenstelling
Sinds het ontstaan van AliennatioN zijn er verschillende wisselingen in samenstelling geweest. Sinds september 2007 is de samenstelling van AliennatioN als volgt.
- Paul Nannen - Zang, gitaar
- Randy Picauly - Gitaar
- Martijn Horsman - Bas
- Geert Luchies - Drums

## Stijlen
Ook heeft deze band heeft verschillende stijlen doorlopen. In 1999 is de band begonnen als een funk metalband en kan nu worden geclassificeerd als een alternatieve metalband. Deze weg is bewandeld langs de muziekstromingen thrash-, groove- en nu-metal.

## Discografie

### Albums
- Dead One (2003)
- Naked in the Filthy River (2005)
- The Outside Deceit (2008)

### Compilaties en demo's
- Compilatie cd Speakers met Kopp'n
- Compilatie cd Noordschok
- Rehearsel demo
- Demo 2010
- Demo 2011 includ.4 Down-covers